# كارين شاخنازاروف
كارين شاخنازاروف هو مخرج أفلام،منتج وكاتب روسي ولد في 8 يوليو 1952.